# 기븐스 회전
기븐스 회전(Givens rotation)은 {\displaystyle G(i,j,\theta )\cdot x}는 {\displaystyle \theta }라디안의{\displaystyle (i,j)} 평면에서 벡터{\displaystyle x}의 반 시계 방향 회전을 나타내므로 기븐스 회전이라 명명된다.
수치 해석및선형 대수학에서 기븐스 회전의 주요 용도는 벡터 또는 행렬에 {\displaystyle 0}을 도입하는 것이다. 이 효과는 예를 들어 행렬의 QR 분해를 계산하는 데 사용될 수 있다. 하우스홀더 변환에 비해 장점은 쉽게 병렬처리할 수 있다는 것이다. 또는 비교적 매우 적은 수의 행렬 연산으로 작동된다는 점이다.

## 성질
{\displaystyle {\begin{pmatrix}c&s\\-s&c\\\end{pmatrix}}^{T}{\begin{pmatrix}a&b\\\end{pmatrix}}={\begin{pmatrix}r&0\\\end{pmatrix}}}
{\displaystyle r={\sqrt {a^{2}+b^{2}}},}
{\displaystyle c={{a} \over {\sqrt {a^{2}+b^{2}}}}\;\;,\;\;s={{b} \over {\sqrt {a^{2}+b^{2}}}}}

## 3차원의 기븐스 회전
기븐스 회전(Givens rotation)은 상삼각행렬을 위한 특정한 위치의 값을 {\displaystyle 0}으로하는 행렬을 유도할 수 있다.
{\displaystyle R_{X}(\theta )={\begin{bmatrix}1&0&0\\0&\cos \theta &-\sin \theta \\0&\sin \theta &\cos \theta \end{bmatrix}}}
{\displaystyle R_{Y}(\theta )={\begin{bmatrix}\cos \theta &0&\sin \theta \\0&1&0\\-\sin \theta &0&\cos \theta \end{bmatrix}}\to {\begin{aligned}\\R_{Y}(\theta )={\begin{bmatrix}\cos \theta &0&-\sin \theta \\0&1&0\\\sin \theta &0&\cos \theta \end{bmatrix}}\end{aligned}}}
{\displaystyle {\begin{aligned}\\R_{Z}(\theta )={\begin{bmatrix}\cos \theta &-\sin \theta &0\\\sin \theta &\cos \theta &0\\0&0&1\end{bmatrix}}\end{aligned}}}

## 예
{\displaystyle A_{1}={\begin{bmatrix}6&5&0\\5&1&4\\0&4&3\\\end{bmatrix}}}
기븐스 회전의 두번 반복 (여기서는 {\displaystyle 3}행{\displaystyle 3}열의 성분이 이미{\displaystyle 0}이다)을 수행하여 QR 분해를 계산하기위한 상삼각행렬을 산출한다.
필요한 행렬을 만들기 위해서는 성분{\displaystyle (2,1)}과 {\displaystyle (3,2)}를 제로화해야한다. 먼저 성분{\displaystyle (2,1)}를 {\displaystyle 0}으로 선택하여,
회전 행렬을 적용하면,
{\displaystyle G_{1}={\begin{bmatrix}c&-s&0\\s&c&0\\0&0&1\\\end{bmatrix}}}
{\displaystyle {\begin{aligned}G_{1}A_{1}&{}=A_{2}\\&{}={\begin{bmatrix}c&-s&0\\s&c&0\\0&0&1\\\end{bmatrix}}{\begin{bmatrix}6&5&0\\5&1&4\\0&4&3\\\end{bmatrix}}\end{aligned}}}
{\displaystyle r={\sqrt {6^{2}+5^{2}}}\approx 7.8102}
{\displaystyle c=6/r\approx 0.7682}
{\displaystyle s=-5/r\approx -0.6402}
{\displaystyle A_{2}\approx {\begin{bmatrix}7.8102&4.4813&2.5607\\0&-2.4327&3.0729\\0&4&3\\\end{bmatrix}}}
이제 프로세스를 끝내기 위해 {\displaystyle (3,2)}성분을 제로로 만든다. 이전과 같은 아이디어를 사용하여 회전 행렬을 적용한다.
{\displaystyle G_{2}={\begin{bmatrix}1&0&0\\0&c&-s\\0&s&c\\\end{bmatrix}}}
{\displaystyle {\begin{aligned}G_{2}A_{2}&{}=A_{3}\\&{}\approx {\begin{bmatrix}1&0&0\\0&c&-s\\0&s&c\\\end{bmatrix}}{\begin{bmatrix}7.8102&4.4813&2.5607\\0&-2.4327&3.0729\\0&4&3\\\end{bmatrix}}\end{aligned}}}
{\displaystyle r\approx {\sqrt {(-2.4327)^{2}+4^{2}}}\approx 4.6817}
{\displaystyle c\approx -2.4327/r\approx -0.5196}
{\displaystyle s\approx -4/r\approx -0.8544}
{\displaystyle A_{3}\approx {\begin{bmatrix}7.8102&4.4813&2.5607\\0&4.6817&0.9664\\0&0&-4.1843\\\end{bmatrix}}=R}
이 새로운 행렬 {\displaystyle A_{3}} 은 QR 분해을 수행하는데 필요한 상삼각행렬 {\displaystyle R}이다.
{\displaystyle Q}는 이제 다음과 같은 방식으로 회전 행렬의 전치를 사용하여 형성된다.
{\displaystyle Q=G_{1}^{T}\,G_{2}^{T}}
{\displaystyle Q\approx {\begin{bmatrix}0.7682&0.3327&0.5470\\0.6402&-0.3992&-0.6564\\0&0.8544&-0.5196\\\end{bmatrix}}}
{\displaystyle QR=A}

## 같이 보기
- QR 분해

## 참고 자료
- 플래닛매스(http://planetmath.org/givensrotation)